# احمد روستا
احمد روستا زاده ۱۷ فروردین ۱۳۲۷ در یزد، درگذشته ۲۰ آذر ۱۴۰۰ تهران استاد دانشگاه، محقق و مشاور بازاریابی، صادرات و واردات اهل ایران بود. وی تحصیلات دکتری خود را در دانشگاه برادفورد انگلیس در سال ۱۹۷۹ میلادی در رشته مدیریت به پایان رساند و در همان سال به ایران برگشت و بیش از ۳۵ سال سابقه تدریس، تحقیق و مشاوره در امور مدیریت، بازاریابی، صادرات و مدیریت استراتژیک به عنوان یکی از برترین استادان بازاریابی کشور داشت. از با عنوان پدر علم بازاریابی نوین ایران یاد می‌کنند.

## زندگی
احمد روستا ملقب به پدر بازاریابی نویندر ایران در سال ۱۳۲۷ و در شهر یزد به دنیا آمد. مدرک دکترای مدیریت خود را از دانشگاه برادفورد انگلستان در سال ۱۹۷۹ میلادی اخذ نمود و عضو رسمی هیئت علمی دانشگاه شهید بهشتی؛ دانشکده مدیریت و حسابداری بود. روستا دارای ۴۰ سال سابقه تدریس، تحقیق و مشاوره در امور مدیریت، بازاریابی، صادرات، تبلیغات و مدیریت استراتژیک و دارای مقالات و کتاب‌های تألیفی متعددی است.

## سوابق اجرایی
- مؤسس و مدیر عامل اولین شرکت تحقیقات و مشاوره بازاریابی به نام راستابین
- مدیر عامل و رئیس هیئت مدیره شرکتهای دولتی و خصوصی
- مؤسس اولین سایت جامع مدیریت به نام باشگاه مدیریت
- مشاور پروژه‌های مختلف برای وزارتخانه‌ها نهادها و شرکتهای دولتی و خصوصی[۴]

## سوابق دانشگاهی
- هیئت علمی دانشکده مدیریت و حسابداری دانشگاه شهید بهشتی
- عضو هیئت علمی مدرسه عالی بازرگانی و عضو مدعو دانشگاه‌های مختلف کشور: صنعتی شریف، علامه طباطبایی، دانشگاه تهران، دانشگاه علم و صنعت، دانشگاه امیرکبیر و…
- عضو انجمن علوم مدیریت ایران[۵]

## تألیف و ترجمه‌ها
- بازندگان کسب و کارها؛ علل و عوامل
- برندگان کسب و کارها؛ علل و عوامل
- هویت و برندسازی
- ناگفته های بازاریابی و فروش
- مثبت باشیم (۲۰۰۰ نکته و راهکار مفید و موثر)
- نکته ها و راهکارهای زندگی
- شکست نام‌های تجاری
- مدیریت بازاریابی
- تحقیقات بازاریابی
- رفتار مصرف‌کننده
- با بزرگان بازاریابی
- فروش در دوران بحران
- کسب و کار سبز
- از رؤیا تا واقعیت
- مدیریت استراتژیک بازار دیوید آکر
- کتاب بازاریابی پایداری یک دیدگاه جهانی فرانک مارتین بلز[۶]
- مشتریان سودآور